# Leobersdorfi csata
A leobersdorfi csata [léoberzdorfi] (németül Schlacht bei Leobersdorf, vagy Schlacht bei Enzesfeld) Alsó-Ausztriában vívott csata  egy 21 000 németből és 1000 magyarból álló német birodalmi-magyar haderő, valamint egy 16 - 20 000 főnyi török portyázó sereg között Leobersdorf és Enzesfeld (ma Enzesfeld-Lindabrunn) közötti bécsi út mellett fekvő Bécsi-erdőben. A csata előtt a törökök a szultáni seregből kiválva rendszeresen támadták Alsó-Ausztriát, míg a fősereg Kőszeget ostromolta. Az oszmánok 6 - 8000 fős, súlyos emberveszteségével járó csata lényegében az egyetlen eredmény, amit a császárváros alatt gyülekező keresztény sereg el tudott érni a törökökkel szemben, a főerők közötti összecsapást ugyanakkor Nagy Szulejmán szultán nem merte vállalni.

## Előzmények
I. Szulejmán 1529-ben nagy sereggel már ostromolta Bécset, de akkor kudarcot vallott. 1532-ben ismét elindult Bécs meghódítására. I. Ferdinánd és V. Károly ezúttal készült rá. Hatalmas seregeket vontak az osztrák tartományokból, a cseh korona országaiból, Spanyolországból, Itáliából, a Német-római Birodalomból, valamint Magyarországról és Horvátországból. Szulejmán ostrom alá fogta Kőszeget, mert nem akart nyílt mezőn megütközni a keresztény hadakkal. Viszont Ferdinánd, vagy Károly sem tett lépéseket, hogy a szultáni hadat megközelítse, nagyobb problémát jelentett nekik egy ekkora méretű haderő zsoldban tartása.
Az ostrom után nem sokkal a szultáni seregből egy 16-20 ezer fős portyázó sereg, főleg akindzsik és a hadjáratban részt vevő moldvai lovasok elkezdték dúlni Stájerországot, a vezérük Kászim pasa, aki Buda 1530-as védelmében részt vett és ügyes, merész támadásaival rettegett hírnevet szerzett mind Magyarországon, Csehországban, Ausztriában és Horvátországban. Mivel Bécs első török ostroma során is többször megfordult a környéken, ezért jelentős ismeretei voltak a terepről.

## A portyázók megállítása
A stájer területek feldúlását követően a portyázók Alsó-Ausztriának vették az irányt. Ekkor már a szultáni sereg is elindult és Kászim ennek útját biztosította Bécs felé. Más egységek közvetlenül megközelítették a keresztény sereg fő táborát, ezért Ferdinánd elhatározta, hogy leszámol velük.

A Kászim ellen küldött csapatok élén maga a birodalmi haderő fővezére, II. Frigyes rajnai palotagróf parancsnoksága alatt állt, mellette jelentős szerepet játszott Sebastian Schertlin von Burtenbach kapitány. Összesen  húszezer landsknecht gyalogost, ezer német nehézlovast és ugyanennyi magyar huszárt számoltak, utóbbiakat Bakith Pál és Török Bálint vezette. Azonkívül tüzérségük is volt, amely további előnyt jelentett a törökökkel szemben.
Bécstől délre ütköztek meg Kászim pasával.

## A csata
Annak ellenére, hogy a német landsknechtek jól felfegyverzett és képzett katonák voltak, nem ismerték a török harctaktikát. Az akindzsi könnyűlovasság rohama a pikák, alabárdok, kardok mellett már lőfegyverekkel is bőségesen felszerelt nyugati gyalogsággal szemben mindaddig teljesen hatástalan volt, amíg a gyalogság megőrizte zárt hadrendjét. 

A törökök elleni harcokban nagy tapasztalatokat szerzett Török és Bakith lovasai viszont nagy segítséget jelentettek, ezért von Burtenbach nem rendezkedett védekező pozícióba, hanem rögvest támadást kezdett, még mielőtt az akindzsik teljes készültségbe állnának, s netán megpróbálnák elcsalni a németeket. Bakith és Török huszárjai megakadályozták, hogy az akindzsik megtévesztő, vagy bármely más támadással megbonthassák a németek sorait, így míg a magyarok és a német lovasok tartották az állásaikat az akindzsikkel szemben, addig a landsknechtek megkezdték a portyázó sereg bekerítését. A harapófogóba szorított törökökre és moldvaiakra most már a biztos megsemmisülés várt. A csata után a portyázó seregből nagyon kevés lovasnak sikerült megmenekülni.
Kászim pasa a Pottenstein felé vezető úton vesztette életét. Kardját és turbánját elküldték V. Károlynak.

## Következmények
A keresztény győzelem a rátermett hadvezetés mellett a modern, zártrendi harcászatot folytató, tűz- és szálfegyverekkel is felszerelt, offenzív, támadó gyalogság és a vértes nehézlovasság a török könnyűlovas, tűzfegyverekkel nem, vagy alig rendelkező akindzsikénél jóval nagyobb harcértékének volt köszönhető.
Szulejmán a vereséget követően Stájerországon keresztül, Szlavónia érintésével visszatért a Balkánra.
A visszavonuló szultánt kisebb erők üldözték, de a fősereg már nem követte, így lényegében harc nélkül oszlott el rövid időn belül.

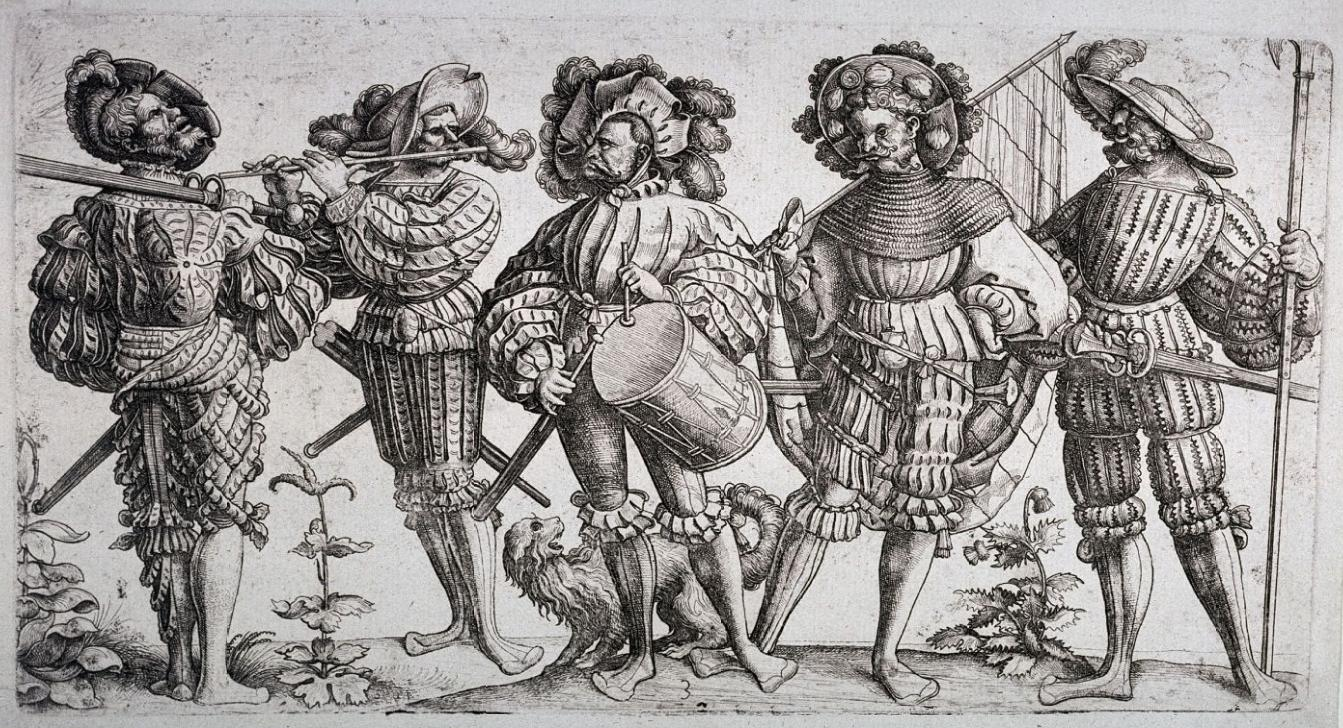
Kétkezes pallossal, karddal és alabárddal felszerelt német landsknecht gyalogság 1530 táján.
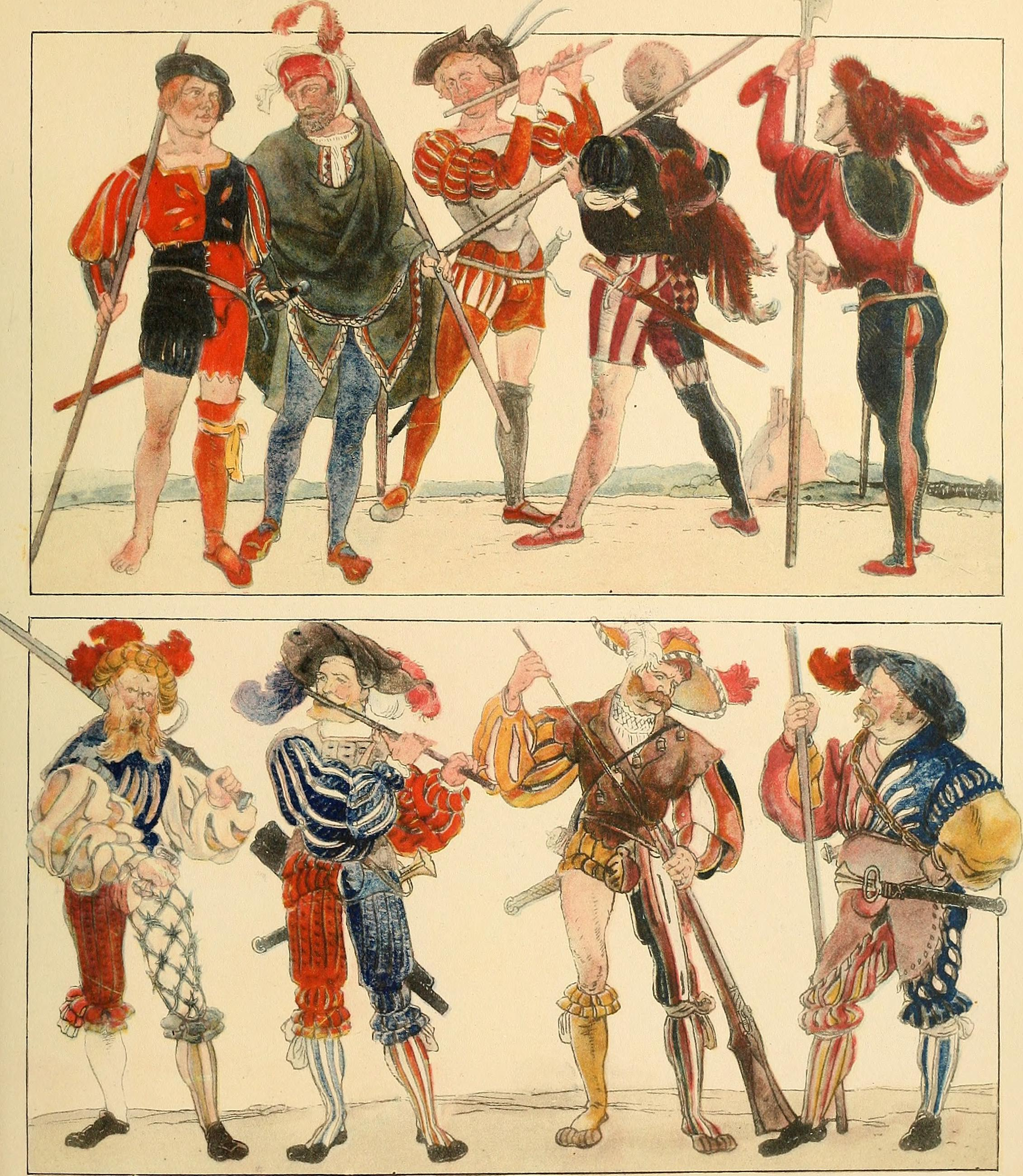
Pikával, alabárddal, kétkezes pallossal, karddal és puskával felszerelt landsknecht gyalogság az 1500-as évekből.
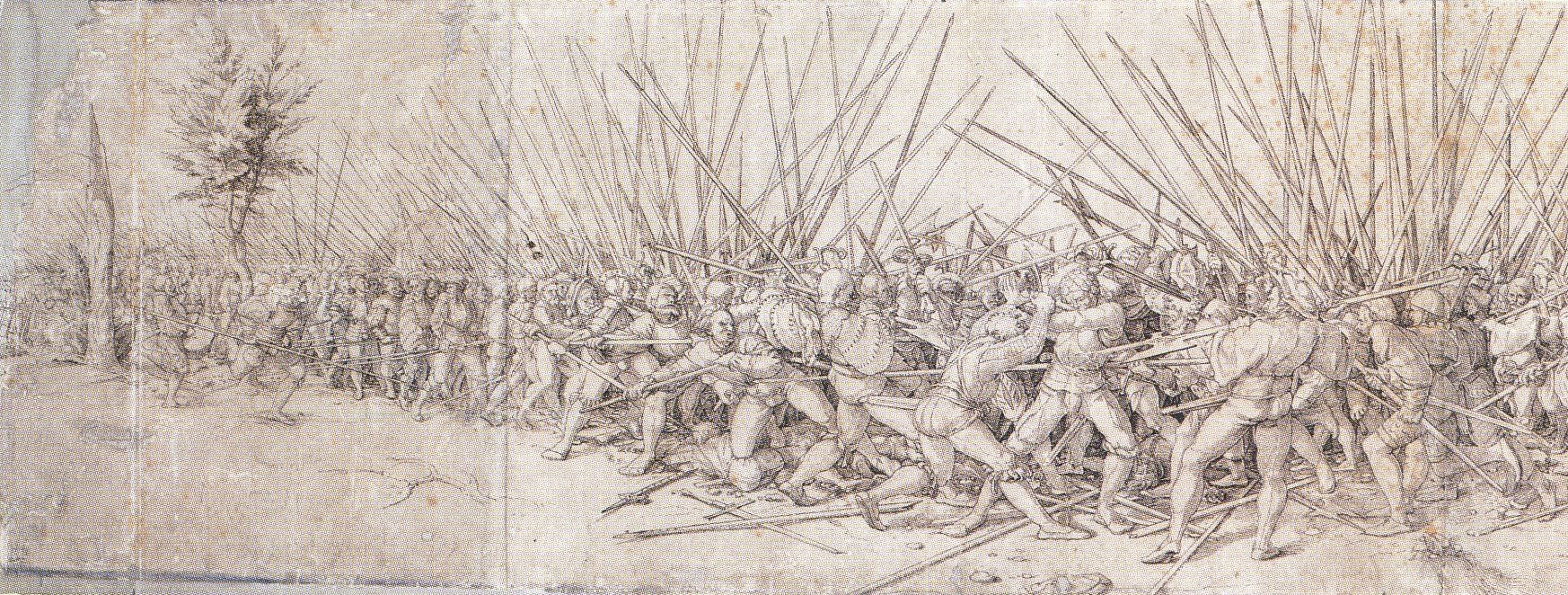
Német-római császári szolgálatban álló landsknecht gyalogság és francia királyi szolgálatban álló svájci zsoldos gyalogság csatája. A landsknecht gyalogság fő fegyvere a pika, egy igen hosszú lándzsa volt. Jól megfigyelhető a zárt harcrend.
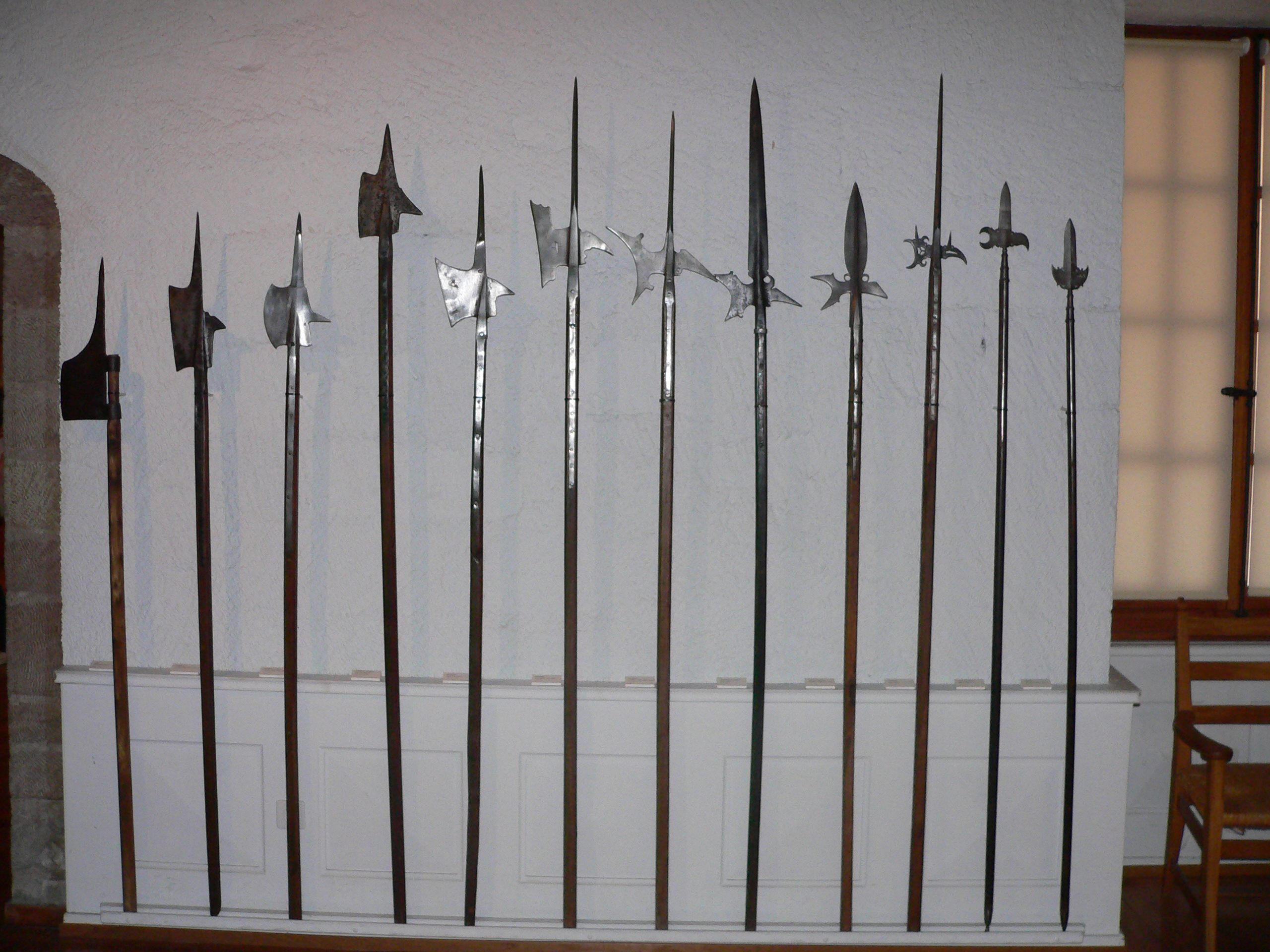
A landsknecht gyalogság fegyverzetéhez hozzátartozott a pika, a kétkezes pallos és a lőfegyverek mellett az alabárd is.
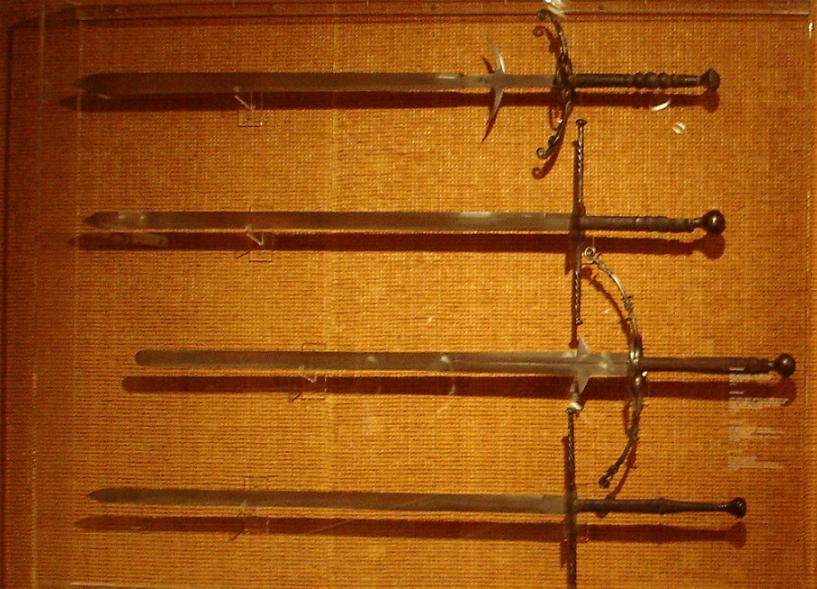
A landsknechtek egyik jellegzetes, híres fegyvere a kétkezes pallos (Zweihänder, vagy Doppelhänder) volt.
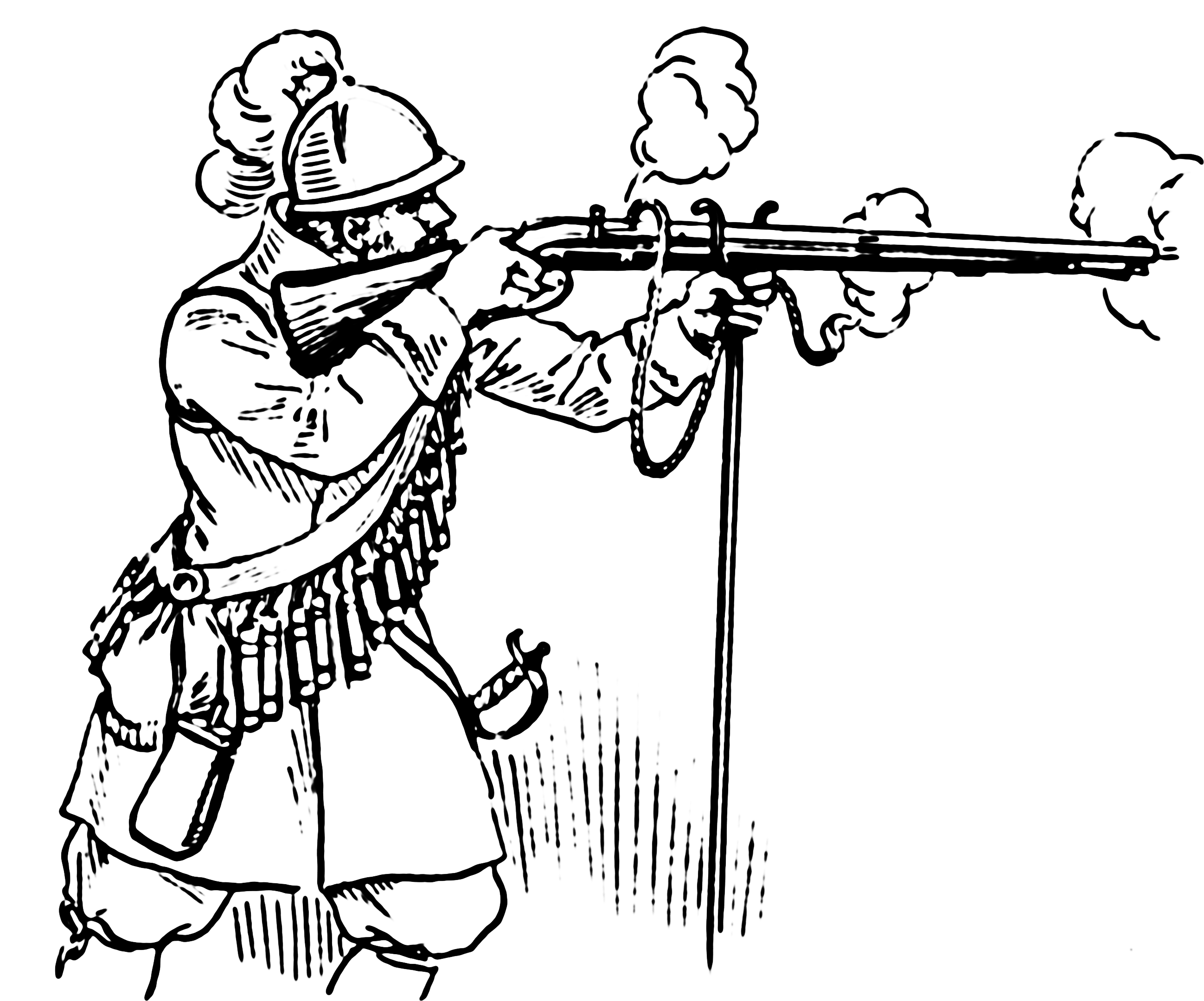
A landsknecht gyalogság egy része az arquebus típusú puskával volt felfegyverezve.
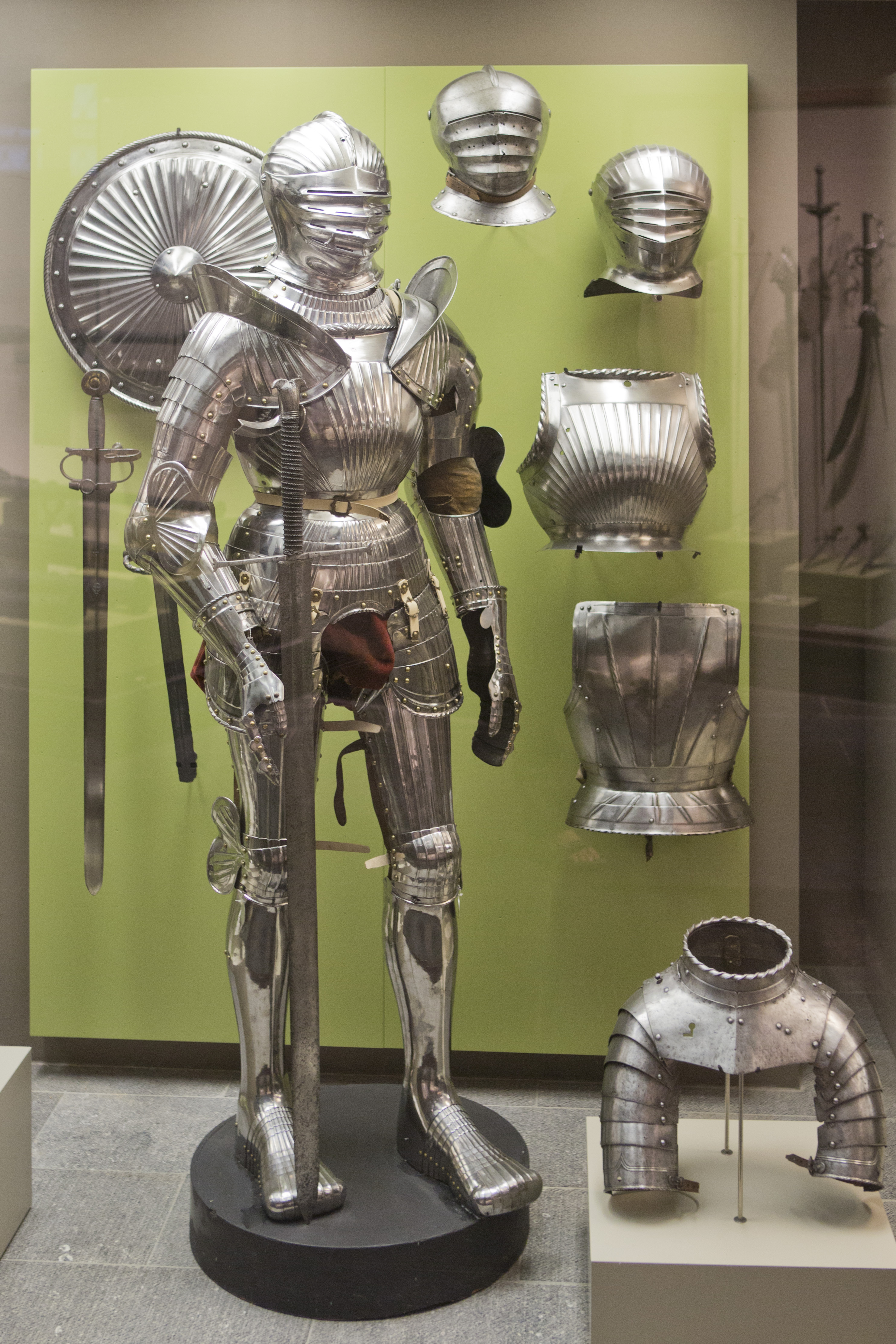
Német nehézlovassági páncél az 1530-as évekből.
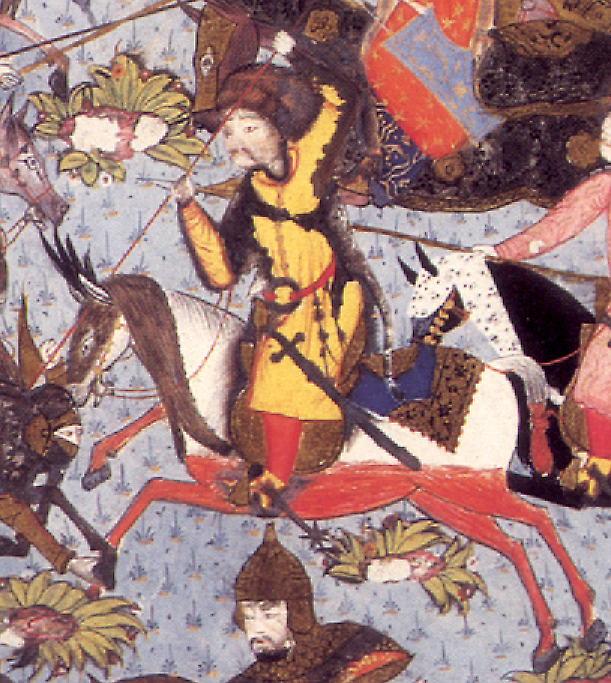
Török akindzsi ábrázolása a Szulejmanname-ból, az 1500-as évekből.